# Moengo
Moengo, ook Mungo, is een plaats en ressort in het oosten van Suriname, gelegen aan de rivier de Cottica, in het district Marowijne. In 2012 had het ressort Moengo, waartoe ook de gelijknamige plaats behoort, 10.834 inwoners. Anno 2023 ligt Moengo er verwaarloosd bij.

## Voormalige hoofdstad
Van 1932 tot 1945 was Moengo de hoofdplaats van het district Marowijne, terwijl in de periode ervoor en erna Albina de hoofdplaats was van het district. In het oosten tegen Moengo aan ligt Wonoredjo.

## Bauxietwinning

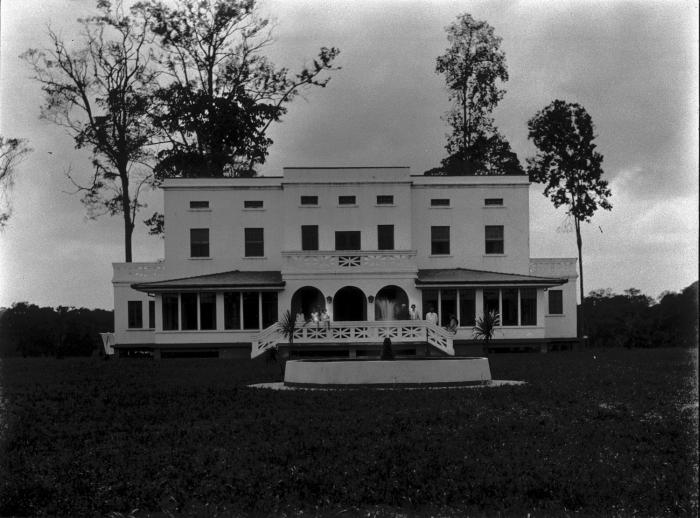
Casa - Blanca, het woonhuis van de directeur van de bauxietfabriek in Moengo (foto ca. 1930)

De plaats is in het begin van de 20e eeuw gesticht, nadat in 1916 de Surinaamsche Bauxiet Maatschappij (SBM) in het gebied winbare voorraden bauxiet had ontdekt. De SBM, later omgedoopt in Suriname Aluminium Company (Suralco) was een volle dochter van de Aluminum Company of America (Alcoa). Aanvankelijk was Moengo alleen via de rivier bereikbaar. De Cotticariver werd bevaarbaar gemaakt voor zeeschepen die te Moengo de bauxiet kwamen ophalen. In 1922 werd de eerste bauxiet geëxporteerd naar Trinidad om van daaruit te worden vervoerd naar de Verenigde Staten. Moengo beschikte over een haven met zwaaikom, waar de schepen konden draaien. Tijdens de Tweede Wereldoorlog werden de transporten beveiligd door Amerikaanse soldaten en door de Surinaamse Schutterij.
Eind jaren twintig werd een weg naar Albina aangelegd. In 1955 werd een airstrip aangelegd (code MOJ), en sinds 1964 is Moengo vanuit Paramaribo via de weg naar Albina bereikbaar (Oost-Westverbinding). Door de bouw van de Jules Wijdenboschbrug is de reistijd vanuit Paramaribo nog flink verkort. Van Langatabbetje loopt een moeizaam onderhouden weg naar Moengo.
Tijdens de Binnenlandse Oorlog die in de jaren tachtig woedde tussen het Nationale Leger van Suriname en het Junglecommando, werd bauxietwinning buiten Moengo te gevaarlijk geacht. Moengo stond echter zelf ook op een winbare laag bauxiet. Het plaatsje werd daarom gedeeltelijk ontmanteld om deze bauxiet te kunnen winnen, waarbij een deel van de huizen als bouwpakket werd verkocht. Toen de bauxietlagen uitgeput raakten, werd ook de bauxietfabriek ontmanteld. De bauxietwinning werd verplaatst naar de Coermotibo-mijn. De bauxiet wordt van daar met duwboten naar Paranam vervoerd om te worden verwerkt tot aluinaarde. Sinds 2016 produceert Suralco niet meer in Suriname.

## Kunstinitiatieven
In 2009 richtte stichting Kibii de Tembe Art Studio op die internationale kunstenaars naar Moengo uitnodigt om les te geven. Deze artists-in-residence laten elk een kunstwerk na voor het internationale Marowijne Art Park dat zich in de buurt van Moengo bevindt, nabij het dorpje Ovia Olo. In Moengo zelf bevindt zich sinds 2011 het Contemporary Art Museum Moengo (CAMM), dat het eerste museum voor hedendaagse kunst is in Suriname. De drijvende kracht achter stichting Kibii is de voorzitter Marcel Pinas, een Surinaamse kunstenaar die zelf internationaal exposeerde. Hij ontwierp ook het Moiwana-monument.
In het pand is naast de kunststudio ook de Tembe Recording Studio gevestigd, die in 2015 met financiering van Alcoa tot stand kwam, en een nevenvestiging van het kunstmuseum (CAMM II).
Eind jaren tien voert de Nationale Democratische Partij druk op de kuststudio uit, omdat het een andere bestemming voor het pand wil. Hiervoor zette het onder meer in 2019 een betoging door scholieren in scène.

## Moengo Festival
Sinds 2013 wordt jaarlijks het Moengo Festival gehouden, met afwisselende edities van muziek, theater en dans, en beeldende kunst. Het aantal bezoeken steeg van enkele duizenden in het weekend van 2013 tot meer dan twintigduizend in 2018. Het festival wordt jaarlijks geopend met de 'Poolo Boto'. Hierbij nemen een aantal boten uit verschillende dorpen het tegen elkaar op, in een strijd die bepaald wordt door wie de mooiste boot heeft. De strijd wordt gespeeld met dans, zang en prodo (pronk). Op die dag en de andere twee dagen tijdens het weekend worden er optredens van artiesten en cultuurgroepen uit het hele land gegeven.
| Poolo Boto, Moengo Festival, 2017 |  | Tembe Art Studio, 2017 |
| Poolo Boto, Moengo Festival, 2017 |  | Tembe Art Studio, 2017 |

## Sport
In Moengo spelen de voetbalclubs Inter Moengotapoe en Real Moengotapoe in het Ronnie Brunswijkstadion. SV Notch speelt in het Moengo Stadion.

## Vervoer
Moengo is via de weg te bereiken via de Oost-Westverbinding. In de buurt van het dorp bevindt zich de Moengo Airstrip met een verbinding naar Zorg en Hoop Airport in Paramaribo.

## Geboren in Moengo
- Tommy Asinga (1968), atleet
- George Barron (1949-2017), beeldhouwer
- Gerrit Barron (1951), jeugdboekenschrijver en dichter
- Edward Belfort (1965-2025), politicus
- Felix Burleson (1948), acteur
- Cyril Muntslag (1949), voetballer en kok
- Humphrey Campbell (1958-2024), zanger
- Robby Dragman (1953), politicus
- Siegfried Haltman (1941), voetballer
- Remy Jungerman (1959), kunstenaar
- Rinaldo Klas (1954), kunstenaar
- Kenneth Kluivert (1941), voetballer
- Michel Kruin (1933-2023), voetballer
- Joël (Bordo) Martinus (1981/82), entertainer, voetbalclubeigenaar en politicus
- Frank Mijnals (1933), voetballer
- Humphrey Mijnals (1930-2019), voetballer
- Max Nijman (1941-2016), zanger
- Marcel Pinas (1971), kunstenaar
- Navin Thakoer (1972), kunstenaar